# 33e régiment de dragons
Le  33e régiment de dragons (33e RD) est une unité de cavalerie l’armée française actuellement dissoute.

## Création et différentes dénominations
- 26 août 1914 : création du 33e régiment de dragons à partir de l'escadron de dépôt (7e escadron) des 6e, 23e, 27e et 32e régiments de dragons.

## Drapeau
Il n'y a aucune inscription sur son drapeau.

## Historique des garnisons, combats et batailles

### Première Guerre mondiale

#### 1914
Le 33e régiment de dragons est constitué le 26 août 1914 à partir de l'escadron de dépôt (7e escadron) des 6e, 23e, 27e et 32e régiments de dragons.

#### 1916
Il est dissous le 20 janvier 1916.

## Sources et références
1. ↑  Décision no 12350/SGA/DPMA/SHD/DAT du 14 septembre 2007 relative aux inscriptions de noms de batailles sur les drapeaux et étendards des corps de troupe de l'armée de terre, du service de santé des armées et du service des essences des armées, Bulletin officiel des armées, no 27, 9 novembre 2007
2. ↑  « JMO du 33e dragons », sur memoiredeshommes.sga.defense.gouv.fr.